# Feldheim Ervin

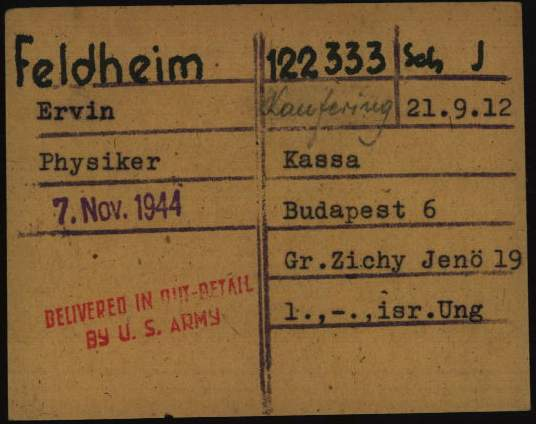
Feldheim Ervin nyilvántartási kártyája a dachaui koncentrációs táborban

Feldheim Ervin (Kassa, 1912. szeptember 21. – ?, 1944) magyar matematikus. 

## Élete
Egyetemi tanulmányait Párizsban végezte, ahol a Sorbonne-on bölcsészdoktorátust szerzett. Hazatérését követően biztosítóintézeti tisztviselőként dolgozott. A holokauszt áldozata lett. Értékesek interpolációelméleti és a klasszikus polinomokra vonatkozó vizsgálatai.

## Főbb művei
- Une loi-limite du calcul des probabilité (Szeged, 1936)
- Remarques sur la forte convergences des polynőmes de Stieltjes (a Matematicseszkij szbornik 1938, évfolyamából, Moszkva, 1938)
- Sur une propriété des polynőmes orthogonaux (a Journal of the London Matematical Society 1938. évfolyamából, London, 1938)
- Simmons valószínűség-számítási tételének új bizonyítása és általánosítása (Matematikai és Fizikai Lapok 45., Budapest, 1938)
- A Jacobi polinomok elméletéhez (Matematikai és Fizikai Lapok, Budapest, 1941)